# توتونغ
توتونغ هي مستوطنة، تتبع مديرية توتونغ، هي عاصمة مديرية توتونغ، تبلغ مساحتها 4 كيلومتر مربع.